# El Eternauta (Breccia)

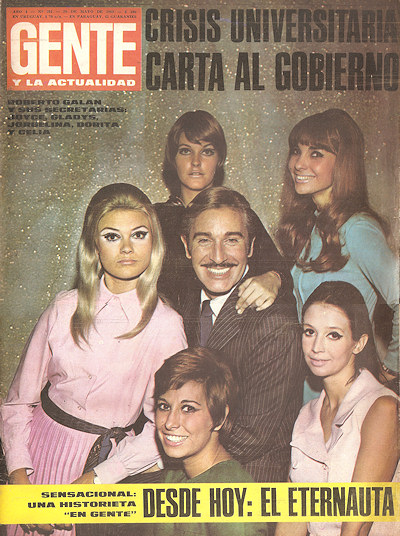
Revista Gente 201, primer número con la historieta

El Eternauta, también conocida como El Eternauta 1969, es una nueva versión del cómic argentino homónimo, originalmente publicado en 1957 en la revista Hora Cero semanal. Esta nueva versión fue escrita por el guionista original Héctor Germán Oesterheld e ilustrado y entintado por Alberto Breccia, y publicada en 1969 en la revista Gente, hasta su cancelación antes de su finalización debido al descontento de los lectores habituales de la revista y de la propia editorial, quienes desaprobaron tanto el nuevo tono abiertamente político de la historia que Oesterheld eligió darle, como el estilo vanguardista (y más inspirado en el género del horror que en la ciencia ficción del original) que Breccia le brindó. Hoy en día, el cómic es considerado una obra maestra de ambos autores.

## Descripción
La historia es, a grandes rasgos, la misma de la historia original, aunque con diferencias que acentúan las referencias políticas de la misma, en concordancia con la radicalización de las ideas del propio Oesterheld en ese tiempo. El más importante de estos cambios es que la invasión es evidenciada como tal desde el principio, y que en la trasmisión radial interceptada se descubre que las grandes superpotencias mundiales habrían llegado a un acuerdo con los invasores, por el cual las mismas habrían entregado a América del Sur para salvarse (similar a lo ocurrido en La Guerra de los Antartes). Por esto mismo, tampoco tienen lugar los ataques con bombas atómicas con los cuales las potencias atacaban a los invasores luego del fracaso del ejército de sobrevivientes. 
Otro cambio es el personaje de Pablo, el chico encontrado en la ferretería, reemplazado por Susana, una bella mujer, la cual atrae a Favalli, a Lucas, e incluso al propio Juan Salvo. Además, para acentuar el sentimiento opresivo de la historia, el personaje de Mosca (de carácter ligeramente humorístico) es rápidamente retirado de la historia, y la nevada mortal no deja de tener lugar en ningún momento.
En el aspecto gráfico, el estilo costumbrista de Solano López es reemplazado por el estilo enormemente experimental de Breccia, más orientado al género de terror.

## Cancelación
La publicación duró un tiempo limitado, y fue cancelada antes de su finalización, con la historia restante compactada en los capítulos finales. El propio Breccia lo explicaría así:

«Me llamaron y me dijeron que cambiara el dibujo, que lo hiciera más claro, más comercial. Les contesté que yo dibujaba así, y que si a ellos no les gustaba, podían levantar El Eternauta. Después de todo el editor puede hacer eso, si quiere. Sé que también hablaron con Oesterheld, y a él le pareció mal que la obra quedara trunca. Por eso se ofreció a abreviarla, a meter en dos o tres capítulos más de la mitad de la historia. Así se hizo, mientras seguían publicando cartas en contra de lo que yo estaba haciendo. En el número en que salió el último capítulo, Carlos Fontanarrosa, el director de la revista, hasta se disculpó por haberle dado semejante plato indigesto a sus lectores».

En octubre de 1973, había afirmado sin embargo:

«El Eternauta tiene textos y textos, demasiados, y él [Oesterheld] prolongaba la historia; entonces yo decidí cortarla, porque si no, iba a acabar siendo muy pesada. No es una cosa lograda El Eternauta».

## Reediciones
Hasta la fecha, la historieta se ha reeditado en dos ocasiones:
- 1982 - «Los libros de Humor» N.º 3, de Ediciones de la Urraca. Nota: la palabra "Humor" no se debe a que se considerara a la obra como humorística, sino a la Revista Humor, revista principal de la editorial, que nombraba a casi todas sus publicaciones con nombres relacionados.
- 1997 - "El Eternauta y otras historias" por Ediciones Colihue. La publicación estaba acompañada también por otras publicaciones menos conocidas de dicha dupla creativa, como Richard Long, Doctor Morgue, Borman lo vio así, etc.